# Véronique Jannot
Véronique Jannot (Annecy, 7 maggio 1957) è un'attrice e cantante francese.

## Biografia
Ha intrapreso la carriera di attrice a 16 anni, interpretando Isabelle Caderousse nella serie scritta da Cécile Aubry  Le jeune Fabre. Successivamente ha esordito a teatro in L'école de femmes di Molière ed è tornata alla televisione nella serie Paul et Virginie. Ha esordito sul grande schermo nel 1979, in Histoire d'amour di Pierre Granier-Deferre. Sul set del film ha iniziato una lunga relazione con il cantautore Laurent Voulzy, che l'ha introdotta nel mondo della musica, e con cui ha duettato in Désir, désir, uno dei successi dell'estate 1984.
La consacrazione è arrivata all'inizio degli anni '80, come protagonista della miniserie  Pause café. Nel 1998 ha vinto un 7 d'or per la sua interpretazione nel film televisivo C'est l'homme de ma vie.

## Filmografia

### Cinema
- 1979 – Histoire d'amour (Le Toubib), regia di Pierre Granier-Deferre
- 1979 – Baci da Parigi (French Postcards), regia di Willard Huyck
- 1982 – Tir groupé, regia di Jean-Claude Missiaen
- 1983 – Les Voleurs de la nuit, regia di Samuel Fuller
- 1984 – Le crime d'Ovide Plouffe, regia di Denys Arcand
- 1984 – Uno scomodo detective (Un été d'enfer), regia di Michael Schock
- 1986 – La Dernière Image, regia di Mohammed Lakhdar-Hamina
- 1989 – Doux amer, regia di Franck Apprederis

### Televisione
Serie
- 1972 – Le Jeune Fabre
- 1974 – Paul et Virginie
- 1977 – Aurore et Victorien
- 1981 – Pause café
- 1982 – Joëlle Mazart
- 1988 – Pause-café pause-tendresse
- 1995-2001 – Madame le Consul
- 1998 – Manège
- 2001-2003 – Docteur Claire Bellac (3 episodi)
- 2006 – I segreti del vulcano (Les Secrets du volcan)
- 2019 – Philharmonia
- 2019 – Demain nous appartient

Film televisivi
- 1975 – Qui j'ose aimer
- 1975 – Léopold le bien-aimé
- 1978 – Les Amours sous la Révolution
- 1991 – Notre Juliette
- 1991 – La mort au bout des doigts
- 1991 – Softwar
- 1991 – Gli uomini della sua vita (Mademoiselle Ardel)
- 1991 – L'héritière
- 1992 – Chi tocca muore (Touch and Die)
- 1993 – Les Saigneurs d'Yvan Butler
- 1993 – Le silence du cœur
- 1993 – Le ciel pour témoin
- 1994 – Une femme dans la tempête
- 1995 – L’enfant des rues
- 1995 – Charlotte et Léa
- 1995 – Loin des yeux
- 1996 – Sud lointain
- 1997 – C'est l'homme de ma vie
- 1997 – Théo et Marie
- 1998 – Pour mon fils
- 1998 – C'est l'homme de ma vie
- 1998 – Manège
- 2002 – La Source des Sarrazins
- 2004 – Pardon
- 2013 – Le bonheur sinon rien !

## Discografia

### Album
- 1988 – Aviateur
- 2002 – Le meilleur de Véronique Jannot
- 2011 – Best of Collector: Véronique Jannot
- 2012 – Tout doux...

### Singoli
- 1980 – On entre dans la vie / Tous les enfants ont besoin de rêver
- 1982 – J'ai fait l'amour avec la mer /  Comédie comédie
- 1983 – C'est trop facile de dire je t'aime / La première scène
- 1984 – Désir, désir (parti 1 & 2) / J'étais comme ça (con Laurent Voulzy)
- 1985 – Desire, desire (versione inglese)
- 1985 – Si t'as pas compris / Vague à l'âme
- 1986 – Ma repentance / Fragile
- 1988 – Mon héros préféré
- 1988 – Aviateur / Chagrin
- 1989 – Love me encore / Reviens me dire